# Glossy:MMM
「Glossy:MMM」（グロッシー・エムエムエム）は、橋本みゆきの14作目のシングル。2009年4月22日にGloryHeavenから発売された。

## 概要
前作「初恋パラシュート」から6ヶ月ぶりのリリースとなる2009年1作目のシングル。初のGloryHeavenレーベルでの発売にして、メインレーベル以外でリリースされた最後のシングルでもある（2013年現在）。表題曲「Glossy:MMM」は、テレビアニメ『咲-Saki-』の前期オープニングテーマとして使用された。
初回生産分のみ『咲-Saki-』の主人公である宮永咲のイラストを使用した描き下ろしカードジャケット仕様になっている。通常盤のジャケットは橋本みゆきの写真を使用している。

## 収録曲
（全作詞：畑亜貴）
1. Glossy:MMM  [4:13] 
作曲・編曲：虹音
  - テレビアニメ『咲-Saki-』オープニングテーマ
  - 宮永咲のチャレンジャブルな心情を明るく爽やかに表現し、元気良く歌い上げるボーカルとアップテンポなメロディーで構成されている[1]。
2. The room vacation [4:05]
作曲・編曲：solaya
3. Glossy:MMM（off vocal）
4. The room vacation（off vocal）

## 収録アルバム
| 曲名       | 収録アルバム        | 発売日        | 備考                    |
| ---------- | ------------------- | ------------- | ----------------------- |
| Glossy:MMM | 『Double Flower』   | 2009年9月25日 | 4作目のベストアルバム。 |
| Glossy:MMM | 『ten years carat』 | 2013年6月12日 | 6作目のベストアルバム。 |